# Kayke Rodrigues
Kayke Rodrigues (sinh ngày 1 tháng 4 năm 1988) là một cầu thủ bóng đá người Brasil.

## Sự nghiệp câu lạc bộ
Kayke Rodrigues đã từng chơi cho Yokohama F. Marinos.